# Élections régionales de 1980 à Madère
Les élections régionales de 1980 (en portugais : Eleições legislativas regionais na Madeira em 1980) se sont tenues le 5 octobre 1980 à Madère afin d'élire les 44 députés de l'Assemblée législative.

## Résultats
| Partis                   | Partis                                       | Voix    | %     | Sièges | +/-           |
| ------------------------ | -------------------------------------------- | ------- | ----- | ------ | ------------- |
|                          | Parti social-démocrate (PPD/PSD)             | 81 051  | 65,33 | 35     | 6             |
|                          | Parti socialiste (PS)                        | 18 606  | 15,00 | 5      | 3             |
|                          | Parti du centre démocratique et social (CDS) | 8 016   | 6,46  | 1      | 1             |
|                          | Union démocratique populaire (UDP)           | 6 804   | 5,48  | 2      | en stagnation |
|                          | Alliance du peuple uni (APU)                 | 3 877   | 3,13  | 1      | 1             |
|                          | Union démocratique d'Atlantique (UDA/PDA)    | 2 122   | 1,71  | 0      | Nv.           |
|                          | PCTP/MRPP                                    | 489     | 0,39  | 0      | en stagnation |
|                          | Votes blancs                                 | 841     | 0,68  |        |               |
|                          | Votes nuls                                   | 2 256   | 1,82  |        |               |
|                          |                                              |         |       |        |               |
| Total                    | Total                                        | 124 062 | 100   | 44     | 3             |
| Abstentions              | Abstentions                                  | 29 377  | 19,15 |        |               |
| Inscrits / participation | Inscrits / participation                     | 153 439 | 80,85 |        |               |